# Партия будущего (Таиланд)
Партия будущего (тайск. พรรคอนาคตใหม่) — тайская прогрессивистская политическая партия, созданная в марте 2018 года бывшим вице-президентом Thai Summit Group Танаторном Джангрунгруанкитом и учёным-правоведом Пиябутром Саенгканоккулем.

## История

### Регистрация
В сентябре 2018 года «Партия будущего» была официально зарегистрирована избирательной комиссией, что позволило партии начать регистрацию членов и сбор средств.

### Политическая деятельность
На парламентских выборах в 2019 году партия заняла 3 место, получив 17,33 % голосов и соответственно 81 место в Палате представителей Таиланда. Уже через три дня после выборов кандидат в премьер-министры от партии «Пхыа Тхаи» Сударат Кейурафан заявила, что будет создана правящая коалиция из семи политических сил, в которую, в том числе, войдёт «Партия будущего». Однако в итоге была создана другая правящая коалиция, в которую партия не вошла.
После выборов партия столкнулась с различными юридическими проблемами, которые, по словам лидера партии Танаторн, являются политически мотивированными. Танаторн был обвинён Избирательной комиссией в нарушении закона о выборах, в результате чего Конституционный суд временно приостановил его статус депутата до вынесения решения. Несмотря на это, Партия будущего и шесть союзных партий выдвинули против хунты кандидатом на пост премьер-министра Танаторна Джангрунгруанкита, но проиграли действующему премьер-министру Прают Чан-Оче. В конечном итоге Танаторн был дисквалифицирован Конституционным судом. Против партии Конституционным судом было заведено дело в июле 2019 года, в котором утверждалось, что Партия будущего стремилась свергнуть монархию. В качестве доказательства приводилось сходство между треугольным символом партии и символом иллюминатов. Однако дело было прекращено в январе 2020 года.
16 декабря 2019 года руководители и депутаты партии проголосовали за исключение четырёх депутатов, которые последовательно голосовали против линии партии, в результате чего общее количество депутатов в парламенте сократилось до 76.

### Роспуск
Партия была распущена постановлением Конституционного суда от 21 февраля 2020 года, в котором говорилось, что партия нарушила избирательное законодательство в отношении пожертвований политическим партиям. Партия получила от своего лидера Танаторна ссуду в размере 191,2 миллиона бат (около 6 миллионов долларов США), что, по мнению суда, считается пожертвованием. Приказ о роспуске вызвал критику как внутри, так и за пределами страны. Роспуск партии охарактеризовали как часть продолжающегося вмешательства вооруженных сил в тайскую политику, отметив, что громкая антивоенная позиция партии сделала её мишенью.

### Будущее партии
Ещё до решения суда о роспуске партии, её лидер Танаторн сообщил в интервью, что в случае роспуска партии «... мы продолжим наш политический путь как общественное движение, мы построим новое движение за пределами парламента. Если они распустят нашу партию, будут два параллельных пути: один — это новая партия в парламенте, работающая под новым названием, но с той же идеологией, а второй — это общественное движение...». Решение суда означало, что 65 оставшихся депутата от Партии будущего должны были найти новую партию в течение 60 дней. Также необходимо перераспределить десять мест по спискам, занимаемых руководителями запрещенной партии. Ожидалось, что конкурирующие партии добьются расположения бывших депутатов от Партии будущего, но в самой партии заявили, что новая партия будет готова принять тех, кто хочет продолжить свою работу. Через несколько дней после роспуска девять депутатов покинули партию и присоединились к партии Бумяжтай из правительственной коалиции. 8 марта 2020 года 55 из оставшихся 56 депутатов объявили о своём переходе в партию «Движение вперёд» под руководством Питы Лимджароенрата. Оставшийся член присоединился к партии Шартиннпаттана. Внепарламентским преемником партии стало «Прогрессивное движение», основанное бывшим лидером партии Танаторном, с программой продвижения дальнейших реформ и внесения поправок в конституцию.
Избирательная комиссия намеревалась рассмотреть уголовные обвинения против руководства «Партии будущего», которые могут привести к тюремному заключению на срок от трёх до пяти лет.

## Результаты выборов
| Выборы | Мест получено | Число голосов | Процент | Позиция   | Лидер                     |
| ------ | ------------- | ------------- | ------- | --------- | ------------------------- |
| 2019   | 81 из 500     | 6 265 950     | 17,63%  | Оппозиция | Танаторн Джангрунгруанкит |